# Юліуш Махульський
Юліуш Ян Маху́льський (пол. Juliusz Machulski; нар. 10 березня 1955, Ольштин) — видатний польський комедійний режисер та сценарист, продюсер, актор. Син польського актора Яна Махульського.

## Біографія
У 1973 році майбутній кінорежисер закінчив VII Загальноосвітній ліцей ім. Юліуша Словацького у Варшаві. Потім навчався на філологічному факультеті в Варшавському університеті. Після переїзду в Лодзь у 1975, відвідував заняття на режисерському відділі у Державній вищій акторській школі (захистив диплом у 1980).
На початку своєї кінокар'єри Юліуш Махульський знімався як актор. Вже 1978 року зняв документальний фільм «Зроби сам» та телефільм «Прямий зв'язок». Його першим широкоекранним фільмом був Ва-банк (1981), кримінальна комедія про Польщу 1930-х років. Фільм виявився напрочуд вдалим та вважається найкращим режисерським дебютом 80-х. Далі була фантастична комедія Сексмісія, знята в 1984-му, яка зробила Махульського чи не найпопулярнішим польським режисером у Радянському Союзі. Цей фільм, а також культова сатирична кінокомедія Кінгсайз, мають важливе соціальне значення, торкаються гострих суспільних проблем тоталітарного суспільства. Також увагою глядачів користувалися й фільми випущені пізніше: «Дежа вю», «VIP», «Ескадрон», «Ґьорл Ґайд». Потрібно відзначити культовий фільм Кілер, поставлений у 1997-му. Комедія про звичайного таксиста, який помилково був прийнятий поліцією за відомого кілера одразу ж стала хітом польського кінопрокату.
З 1988 року є художнім керівником творчого об'єднання «Зебра». 10 грудня 1998 року була відкрита його власна зірка на Алеї Зірок у Лодзі.
Колишньою дружиною Юліуша Махульського є польська акторка російського походження Ліза (Єлизавета) Махульська. Тепер одружений з костюмологом Євою Махульською.

## Вибрана фільмографія
- 1981: Ва-банк/ Vabank, режисер та сценарист
- 1984: Ва-банк 2/ Vabank II czyli riposta, режисер та сценарист
- 1984: Сексмісія (у радянському прокаті Нові Амазонки)/ Seksmisja, режисер та сценарист
- 1987: Кінгсайз/ Kingsajz, режисер та сценарист, актор
- 1988: Дежа вю/ Deja vu, режисер та сценарист
- 1991: VIP, режисер, сценарист та продюсер
- 1992: Ескадрон/ Szwadron, режисер, сценарист та продюсер
- 1995: Girl Guide, режисер та сценарист
- 1995: Матері, дружини та коханки/ Matki, żony i kochanki (телесеріал), режисер та сценарист
- 1997: Кілер/ Kiler, режисер та продюсер
- 1999: Кілер-2/ Kiler-ów 2-óch, режисер, сценарист та продюсер
- 2000: Гроші-це не все/ Pieniądze to nie wszystko, режисер та продюсер
- 2002: Суперпродукція/ Superprodukcja, режисер, сценарист та продюсер
- 2003: Погода на завтра/ Pogoda na jutro, продюсер
- 2004: Вінчі / Vinci, режисер, сценарист та продюсер
- 2008: Скільки важить кінь троянський?/ Ile waży koń trojański?, режисер, сценарист та продюсер
- 2010: «Колисанка»/ Kołysanka, режисер

### Продюсер
- 1992: Пси/ Psy
- 1999: Dług
- 2002: Dzień świra
- 2011: У темряві / W ciemności

### Актор
- 1975: Personel

## Нагороди
- 1981 — «найкращий режисерський дебют» на Фестивалі польських художніх фільмів у Гдині (за Ва-банк)
- 1984 — головний приз на тому ж фестивалі (за Сексмісію)
- 1984 — Золота Качка (головна нагорода польського видання «Film») за Сексмісію
- 1995 — Золотий Лев (Велика нагорода журі фестивалю у Гдині) за Ґьорл Ґайд
- 1998 — Золота Качка за Кілера
- 2004 — Золотий Лев за Вінчі

## Громадська позиція
У 2018 підтримав звернення Європейської кіноакадемії на захист ув'язненого у Росії українського режисера Олега Сенцова